# Christian Dreier

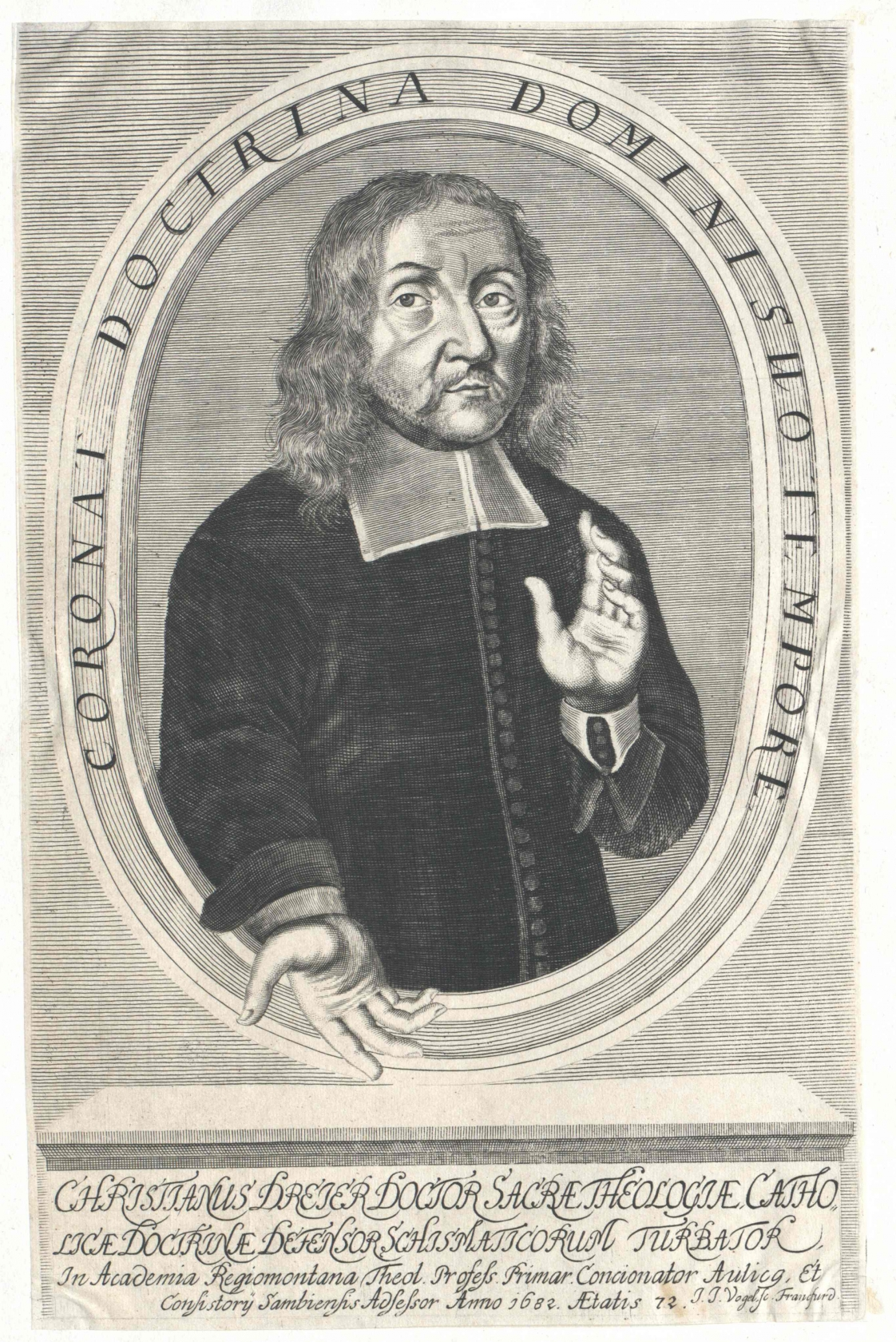
Christian Dreier im Alter von 72 Jahren

Christian Dreier (* 22. Dezember 1610 in Stettin; † 3. August 1688 in Altstadt (Königsberg)) war ein lutherischer Theologe in Königsberg.

## Leben
Dreier studierte Rechtswissenschaft, Philosophie und Theologie an der Universität Jena, der Universität Wittenberg und der Universität Rostock. Er wirkte als Pfarrer in Stralsund und Stettin.
1644 wurde er an der Albertus-Universität Königsberg  zum Dr. theol. promoviert und dort im selben Jahr zum a.o. Professor für Theologie ernannt.
Als Abgesandter des preußischen Herzogs Friedrich Wilhelm, des Großen Kurfürsten, nahm er 1645 am Liebreichen Thorner Religionsgespräch teil. Eingeladen hatte zu diesem Gespräch Polens König Władysław IV. Wasa, der dadurch zur Beilegung von Streitigkeiten zwischen den christlichen Konfessionen beitragen wollte.
1649 wurde Dreier auch Hof- und Schlossprediger in Königsberg, 1657 erhielt er die 1. Professur für Theologie. Dreier beteiligte sich auch an den organisatorischen Aufgaben der Königsberger Hochschule und war in den Wintersemestern 1658/59, 1660/61, 1662/63, 1666/67, 1670/71, 1674/75, 1678/79, 1682/83, 1686/87 Prorektor der Albertina.
Im Synkretistischen Streit trat Dreier als Anhänger von Georg Calixt hervor. Sein gleichnamiger Sohn (* 1659) wurde ebenfalls Professor der Theologie in Königsberg, starb aber schon 1691.

## Werke
- Sapientia seu philosophia prima ex Aristotele et optimis antiquis Graecis praesertim. Reusner, Königsberg 1641.
- Gründliche Erörterung etlicher schwerer theologischer Fragen. Reusner, Königsberg 1651.
- Controversiae Cum Pontificiis Praecipuae. Reusner, Königsberg 1661.
- Rhetorica Ecclesiastica. Jena 1669. (Digitalisat)
- Oratio De Syncretismo. Mensenius, Königsberg 1680. (Digitalisat)